# Belgium a 2010. évi téli olimpiai játékokon

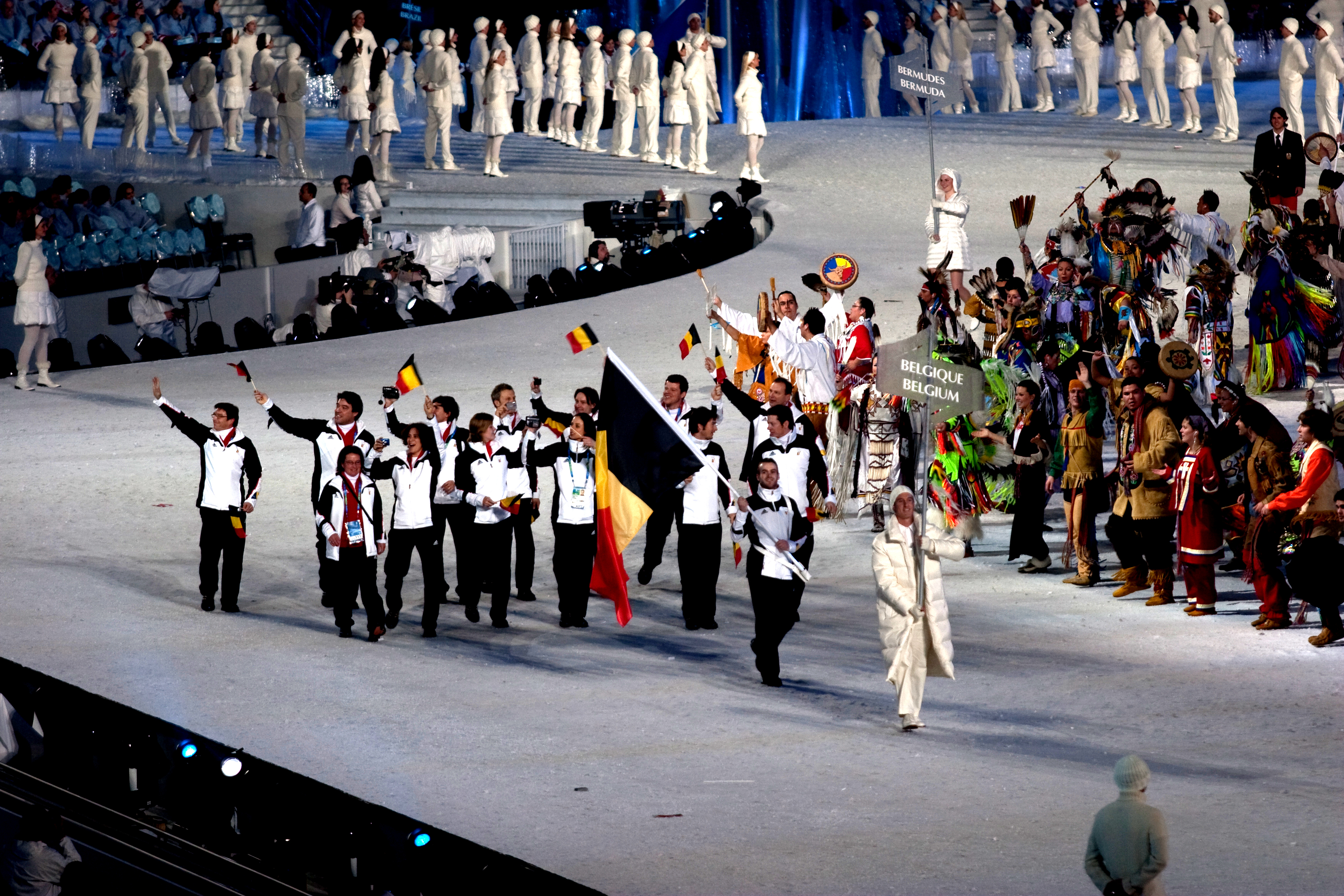
Belgium olimpiai küldöttsége a megnyitón

Belgium a kanadai Vancouverben megrendezett 2010. évi téli olimpiai játékok egyik részt vevő nemzete volt. Az országot az olimpián 4 sportágban 8 sportoló képviselte, akik érmet nem szereztek.

## Alpesisí
Férfi
| Versenyző             | Versenyszám | 1. futam      | 1. futam      | 2. futam | 2. futam | Összesítés | Összesítés |
| Versenyző             | Versenyszám | Idő           | Hely.         | Idő      | Hely.    | Idő        | Helyezés   |
| --------------------- | ----------- | ------------- | ------------- | -------- | -------- | ---------- | ---------- |
| Bart Mollin           | Műlesiklás  | nem ért célba | nem ért célba | kiesett  | kiesett  | kiesett    | kiesett    |
| Jerke Van den Bogaert | Műlesiklás  | 53,99         | 42.           | 54,57    | 29.      | 1:48,56    | 34.        |

Női
| Versenyző    | Versenyszám | 1. futam | 1. futam | 2. futam | 2. futam | Összesítés | Összesítés |
| Versenyző    | Versenyszám | Idő      | Hely.    | Idő      | Hely.    | Idő        | Helyezés   |
| ------------ | ----------- | -------- | -------- | -------- | -------- | ---------- | ---------- |
| Karen Persyn | Műlesiklás  | 54,09    | 33.      | 53,87    | 23.      | 1:47,96    | 27.        |

## Bob
Női
| Versenyző                      | Versenyszám | 1. futam | 1. futam | 2. futam | 2. futam | 3. futam | 3. futam | 4. futam | 4. futam | Összesítés | Összesítés |
| Versenyző                      | Versenyszám | Idő      | Hely.    | Idő      | Hely.    | Idő      | Hely.    | Idő      | Hely.    | Idő        | Helyezés   |
| ------------------------------ | ----------- | -------- | -------- | -------- | -------- | -------- | -------- | -------- | -------- | ---------- | ---------- |
| Eva Willemarck Elfje Willemsen | Kettes      | 54,27    | 15.      | 54,40    | 15.      | 54,64    | 16.      | 54,17    | 14.      | 3:37,48    | 14.        |

## Műkorcsolya
| Versenyző            | Versenyszám  | Rövid program | Rövid program | Kűr     | Kűr     | Összesítés | Összesítés |
| Versenyző            | Versenyszám  | Pont          | Hely.         | Pont    | Hely.   | Pont       | Helyezés   |
| -------------------- | ------------ | ------------- | ------------- | ------- | ------- | ---------- | ---------- |
| Kevin Van der Perren | Férfi egyéni | 72,90         | 12.           | 116,94  | 18.     | 189,84     | 17.        |
| Isabelle Pieman      | Női egyéni   | 46,10         | 25.           | kiesett | kiesett | kiesett    | kiesett    |

## Rövidpályás gyorskorcsolya
Férfi
| Versenyző    | Versenyszám | Előfutam | Előfutam | Negyeddöntő | Negyeddöntő | Elődöntő | Elődöntő | B döntő  | B döntő | Döntő   | Döntő   | Helyezés |
| Versenyző    | Versenyszám | Idő      | Hely.    | Idő         | Hely.       | Idő      | Hely.    | Idő      | Hely.   | Idő     | Hely.   | Helyezés |
| ------------ | ----------- | -------- | -------- | ----------- | ----------- | -------- | -------- | -------- | ------- | ------- | ------- | -------- |
| Pieter Gysel | 500 m       | 42,443   | 2.       | 41,980      | 4.          | kiesett  | kiesett  | kiesett  | kiesett | kiesett | kiesett | 15.      |
| Pieter Gysel | 1000 m      | 1:25,613 | 3.       | kiesett     | kiesett     | kiesett  | kiesett  | kiesett  | kiesett | kiesett | kiesett | 19.      |
| Pieter Gysel | 1500 m      | 2:18,560 | 2.       |             |             | 2:16,249 | 4.       | 2:18,773 | 3.      |         |         | 9.       |